# 七戸バイパス
七戸バイパス（しちのへバイパス）は、青森県十和田市から同県上北郡七戸町へ至る国道4号・国道45号のバイパス道路である。

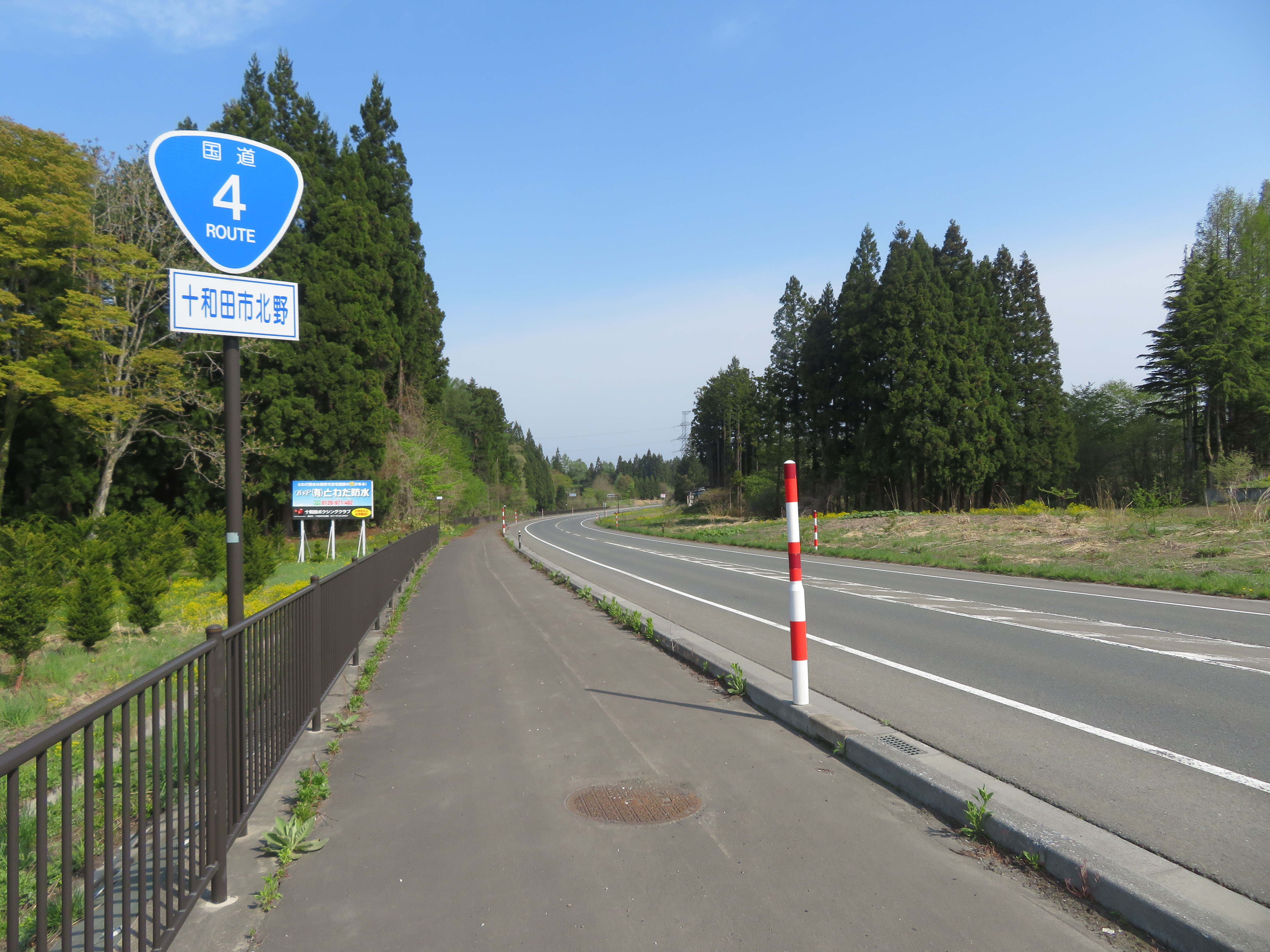
青森県十和田市大沢田北野付近

## 概要
起点側の4.895 kmは新道を建設し、終点側の東北新幹線立体交差部分は既存の道路改良による（十和田市寄りでは旧南部縦貫鉄道廃線跡と交差）。

### 路線データ
- 起点 : 青森県十和田市大字大沢田字池ノ平[2]
- 終点 : 青森県上北郡七戸町字荒熊内[2]
- 延長 : 5.7 km[2]
- 規格 : 第3種第1級[2]
- 設計速度 : 80 km/h
- 道路幅員 : 暫定14.5 m（完成28.0 m）[2]
- 車線幅員 : 3.5m
- 車線数 : 暫定2車線（完成4車線）

## 歴史
- 1989年（平成元年）度 : 事業化
- 2004年（平成16年）度 : 着工
- 2007年（平成19年）4月13日 : 東北新幹線との立体交差区間 (0.7 km) 供用開始
- 2008年（平成20年）3月24日 : 上北郡七戸町字笊田川久保 - 同町字荒熊内 (2.9 km) が暫定2車線で供用開始[2]
- 2010年（平成22年）11月24日 : 十和田市大字大沢田字池ノ平 - 上北郡七戸町字笊田川久保 (2.8 km) が暫定2車線で全線供用開始
- 2015年（平成27年）4月1日 : 十和田市大字大沢田字池ノ平 - 上北郡七戸町字荒熊内の旧道を国道の道路区域解除（十和田市道・七戸町道・国道394号単独区間へ各々移管）[1]。

## 地理

### 交差する道路
- 青森県道22号三沢七戸線
- 国道394号

### 沿線
- 道の駅しちのへ
- 七戸十和田駅